# بوبي لونش
بوبي لونش (بالإنجليزية: Robert E. Lynch)‏ هو سياسي أمريكي، ولد في 31 يوليو 1882 في شيكاغو في الولايات المتحدة، وتوفي في 1 مايو 1959. حزبياً، نشط في الحزب الديمقراطي. وقد انتخب عضو جمعية ولاية ويسكونسن.